# Szwagry
Szwagry – polski zespół muzyczny, działający w Krakowie w latach 1964–1969 i w latach 1980–1981.

## Historia
Formacja powstała w 1964 roku w Krakowie. Muzycy pierwszego składu grupy wywodzili się z innej krakowskiej grupy o nazwie Ametysty. Pierwszy skład zespołu tworzyli: Marian Koster (śpiew), Zygmunt Bobby Zieliński (gitara rytmiczna), Marek Jamrozy (gitara solowa), Tadeusz Gogosz (gitara basowa), Wiktor Perelmuter (perkusja). Latem tegoż roku grupa występowała w krakowskim Barbakanie (pełnił wówczas rolę młodzieżowego Non Stopu), towarzysząc solistce - Elżbiecie Bańdo. Pod koniec roku do Szwagrów dołączyli: Irena Wiśniewska (śpiew), Maciej Głogoczowski (śpiew), Włodzimierz Gurgul (śpiew) i Zbigniew Sztyc (saksofon tenorowy). Kierownikiem literackim i artystycznym zespołu został poeta i prozaik Wiesław Dymny. Zespół w dość krótkim czasie wyrobił sobie renomę czołowego krakowskiego zespołu beatowego. 
W kwietniu 1965 roku zajął 1 miejsce na I Ogólnopolskim Przeglądzie Zespołów Muzyki Rozrywkowej w Gliwicach. Latem występował ponownie w Barbakanie i zakopiańskim Non Stopie. We wrześniu nagrał dla warszawskiego radia dziesięć utworów. 11 października 1965 r. Szwagry wystąpiły w pierwszej części koncertu Cliff Richarda i The Shadows, a w listopadzie nagrały debiutancką EPkę. Jesienią 1965 r. odeszli: W. Gurgul oraz powołani do wojska M. Jamrozy i T. Gogosz. Nowym gitarzystą został Stanisław Kostka, zastąpiony wkrótce przez Jerzego Tarsińskiego natomiast basistą Tadeusz Wójcik, a później Jerzy Plucha Konieczny. 
Zespół przeszedł eliminacje do Wiosennego Festiwalu Muzyki Nastolatków, lecz nie pojawił się na wrocławskim półfinale. Wiosną 1966 roku formację tworzyli: M. Koster, J. Tarsiński, Jerzy Piwowarski (gitara), Z. Sztyc, ponownie T. Gogosz i Zdzisław Nazarko (perkusja). W. Dymny pełnił rolę konferansjera i autora tekstów. Wraz z jego odejściem nastąpił powolny zmierzch zespołu. Grupa wróciła do studenckich klubów, biorąc udział w różnego rodzaju imprezach okolicznościowych. Latem 1966 r. odeszli J. Piwowarski i T. Gogosz. Nowym basistą został Konrad Ratyński, a w późniejszym okresie Z. Nazarkę zastąpił Mieczysław Spyrczyński. Z zespołem śpiewała Jolanta Borusiewicz.
W 1967 roku nowymi członkami grupy zostali: Andrzej Ibek (pianino), Jan Kudyk (trąbka) i Antoni Czernicki (perkusja). Jesienią tegoż roku M. Koster i A. Ibek związali się z grupą Dżamble, J. Tarsiński i K. Ratyński przeszli do Skaldów, a Z. Sztyc do Akwarel. Przez zespół przewinęło się wielu muzyków, a byli to: Marek Kulisiewicz (śpiew, gitara), Kazimierz Bocheński (śpiew, gitara), Andrzej Zaucha (śpiew), Janusz Kaczmarski (gitara rytmiczna), Zygmunt Kaczmarski (gitara solowa), Ryszard Czeczel (gitara solowa), Janusz Lorentz (gitara basowa), Jerzy Piwowarski (gitara basowa), Andrzej Michalski (trąbka), Czesław Lodo Styczeń (puzon), Marek Michalak (puzon) i Zdzisław Gogulski (perkusja). 
Formacja w przebraniach huzarskich wystąpiła w programie telewizyjnym pt. Przepraszam, że zraszam według tekstów Sztaudyngera (TVP1) z muzyką Jerzego Piwowarskiego. W programie udział wzięli także artyści krakowskich teatrów. Z kolei w strojach Robin Hooda Szwagry wystąpiły podczas okazjonalnego występu, który odbył się w krakowskim Collegium Maius.
Zespół nie odzyskał dawnej popularności, a zbyt częste zmiany personalne nie pozwalały na wykrystalizowanie się jednolitego stylu grupy. W czerwcu 1969 r. w skład zespołu wchodzili: K. Bocheński, Andrzej Kadłuczka (gitara), Andrzej Jakóbiec (trąbka), M. Michalak, Jerzy Dura (gitara basowa) i Adam Pukalak (perkusja). Jesienią 1969 roku formacja zagrała ostatni koncert i przestała istnieć. Powodem rozpadu było odejście jej członków do innych zespołów. 
W latach 1980–1981 zespół działał początkowo w składzie: M. Kulisiewicz (śpiew, gitara), Bogumił Dijuk (śpiew, organy Hammonda), Wiesław Żakowicz (saksofon altowy i tenorowy), Wiesław Karkoszka (piano Fendera), Marek Śmiłek (gitara basowa) i Jerzy Dąbrowski (perkusja). Grupa dokonała nagrań radiowych oraz wzięła udział w dwóch programach telewizyjnych wraz z grupą 2 plus 1 i Krywań. W późniejszym okresie dołączyli: Marek Grausberg (gitara) i Ryszard Idzi w miejsce Dąbrowskiego. Odeszli Karkoszka, a później Kulisiewicz. 
W 1998 roku zespół Big Cyc nagrał album z tekstami W. Dymnego pt. Wszyscy święci. Na płycie znalazły się dwa teksty, które śpiewał dawniej zespół Szwagry – Hura huba i Leń.

## Dyskografia

### Nagrania płytowe
- 1965: Hura huba [Twist And Shout] (voc. I. Wiśniewska) / Wesele [She's A Woman] (voc. M. Koster) / Ulica sztuczna (voc. I. Wiśniewska) / Dobry rok [You're No Good] (voc. M. Koster) (EP Polskie Nagrania „Muza” – N-0370)
- 1966: Popołudnie z młodością – Hura huba / Wesele (LP Polskie Nagrania „Muza” – XL 0319) (Różni wykonawcy - kompilacja)
- 1991: Złote lata polskiego beatu 1965 vol. 1 – Dobry rok (LP Polskie Nagrania „Muza” – SX 3047) (Różni wykonawcy - kompilacja)
- 1991: Złote lata polskiego beatu 1965 vol. 2: Wesele (LP Polskie Nagrania „Muza” – SX 3048) (Różni wykonawcy - kompilacja)
- 2017: Szwagry – Zrobimy huk. Nagrania archiwalne z lat 1965/1969 (CD Kameleon Records – KAMCD 67)[3]

### Nagrania radiowe
- 09.1965: Wesele [She's A Woman] (voc. M. Koster), Leniwa głowa [Some Kinda Fun] (voc. I. Wiśniewska), Tak długo byłem zakochany [I Could Easily Fall In Love With You] (voc. W. Gurgul), Huk-puk [I'm Crying] (voc. W. Gurgul), Leń, Zrobimy huk [Off The Hook] (voc. W. Gurgul), Dla ciebie [Pretty Woman] (voc. M. Koster), Hura huba [Twist And Shout] (voc. I. Wiśniewska), Przytulić ciebie [You Can't Sit Down] (voc. M. Koster), Dobry rok [You're No Good] (voc. M. Koster), Czemu nie wracasz (voc. I. Wiśniewska)
- 1969: Cyt,cyt, Bandoska, Zły duch, Wesoły deszczyk, Mnie też wolno, Kaczka, Gdybym szedł do dziewczyny
- 1980: Długa Droga, Naprzeciw jesieni, Cyt, cyt, Podkład

Na stronie internetowej Ryszardy i inni znajdują się jeszcze inne nagrania radiowe grupy z 1965 roku, a więc: Kochajcie babunię, Wspomnienie (z rep. Cz. Niemena), Ja mam czas, Mała Kasia i Rzepicha.